# .cat
.cat é um domínio de topo patrocinado destinado ao idioma e cultura catalães. Foi aprovado em setembro de 2005 pela ICANN, sendo gerido desde então pela Fundação puntCAT.
O domínio .cat é o primeiro que se concede a uma comunidade linguística. Os critérios para que um site tenha o domínio .cat são que esteja em catalão ou que esteja relacionado com a cultura catalã. A ICANN proibiu expressamente que se utilize o domínio .cat para páginas de gatos (cat em inglês), a não ser que estejam em catalão ou tenha a ver com a cultura catalã.

## História
Em 1996 foi criada a Associação em Defensa do Domínio .ct (ADD.CT), cujo objetivo era a homologação do código territorial de duas letras para a Catalunha na norma ISO 3166-1. O Parlamento da Catalunha aprovou uma proposta, não de lei, que instigava a Generalitat da Catalunha para que conseguisse esta homologação. Em 2001 foi criada a Associação puntCAT, na qual participava a ADD.CT, com o propósito de conseguir um domínio, desta vez de três letras e referente à comunidade linguística e cultural de língua catalã, aproveitando as possibilidades de domínios de topo patrocinados. A 16 de março de 2004 a Associação puntCAT apresentou a candidatura do domínio .cat à ICANN (sigla inglesa para Corporação da Internet para Atribuição de Nomes e Números). A candidatura recebeu o apoio de 68 000 pessoas, empresas e entidades, número nunca antes alcançado por outra candidatura.
No dia 15 de setembro de 2005, às 23:04 GMT, o domínio foi oficialmente aprovado. A primeira página a operar neste domínio, http://www.domini.cat da Fundação puntCat, entrou em funcionamento a 21 de dezembro de 2005, às três da manhã.
Em janeiro de 2010 o domínio .cat superou os 40.000 domínios registados.
Em novembro de 2010 recebeu o Prémio de Honra Lluís Carulla.

### Registo progressivo
O domínio .cat teve o calendário de registo progressivo dividido em três fases:
- A primeira fase de registo foi aberta às 17 horas locais (GMT +1), do dia 13 de fevereiro de 2006, e durou até 21 de abril. Esta fase esteve restrita a entidades que tivessem uma especial vocação para com a promoção da língua e a cultura catalãs.
- A segunda fase de registo aberta a todos, começou a 20 de fevereiro de 2006 e durou até 21 de abril, sendo reservada a entidades de todo tipos com presença em catalão na Internet.
- A terceira fase, começou a 27 de fevereiro (uma semana mais tarde do que o previsto), até 21 de abril de 2006, em paralelo com a segunda, e reservou-se às mais de 68.000 pessoas, entidades e empresas que aderiram à campanha de apoio à candidatura do .cat. O registo progressivo é um ato comum na implantação de novos domínios.

## O alfabeto catalão nos nomes de domínio
Desde o seu início, o domínio .cat implementa a especificação IDN (Internationalized Domain Names, nomes de domínio internacionalizados), permitindo a utilização de caracteres de línguas diferentes do inglês. Desta forma, os nomes de domínios .cat podem levar qualquer caractere do alfabeto catalão, exceto o apóstrofe. Isto inclui nomes de domínio com acentos, ponto mediano, trema ou cedilha. O domínio .cat é um dos primeiros domínios a implementar IDN, juntamente com o do Chile (.cl).